# Phylostenax himalus
Phylostenax himalus är en nattsländeart som beskrevs av Martin E. Mosely 1935. Phylostenax himalus ingår i släktet Phylostenax och familjen husmasknattsländor. Inga underarter finns listade i Catalogue of Life.